# 大青山遗址
大青山遗址，位于中国吉林省公主岭市双龙乡大青山村。1981年4月20日，公布为第二批吉林省文物保护单位，类型为古遗址。2013年5月，中国国务院公布为第七批全国重点文物保护单位（古遗址）。该文物保护单位由公主岭市文物所管理。
大青山遗址的历史年代为原始社会。